# Ronan Floch
Pour les articles homonymes, voir Floch.
Ronan Floch, né le 28 février 1981, est un skipper français.

## Carrière
Il remporte la médaille d'argent des Championnats d'Europe de 470 avec Ronan Dréano en 2006 à Balatonfüred. 